# 楊煦
楊煦（1908年12月—2013年5月23日），山東曲阜人，浸信會牧師，到高雄縣六龜鄉六龜教會服務時於當地成立六龜山地育幼院（今「財團法人私立基督教山地育幼院」），列為蔣經國「十一位民間友人」之一。

## 生平紀事

### 早年生活
楊煦出身為山東曲阜的知識份子家庭，生於1908年農曆十一月底，年幼時就信仰基督教，四川省立教育學院畢業後先後做過省府秘書及劇院主任等職。
1948年，楊煦先在台中豐原中學擔任教務主任，後轉到台中師範學校擔任教職，負責當年沒人願意服務的山地班。他教的學生塔里古·普家儒漾，後來成為立委。
1953年，楊煦經朋友介紹，與苗栗縣泰安鄉泰雅族少女林鳳英結婚。

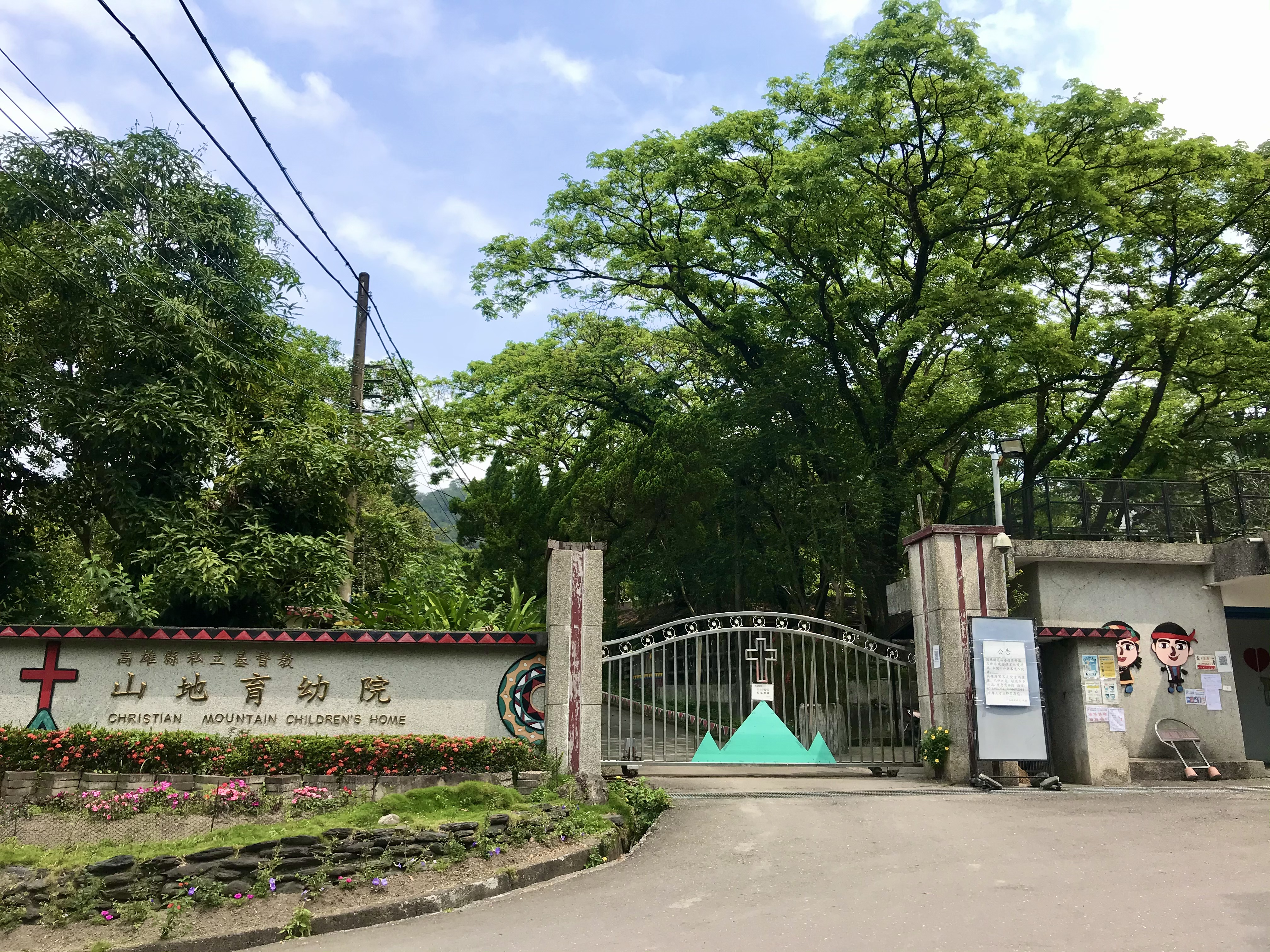
六龜山地育幼院

### 收容孤兒
一次楊煦無意中收養一位流浪街頭的啞女孤兒林路德，後來又收養一位原住民孤兒劉進萬，因而萌生了創辦原住民育幼院的念頭。1955年，他從臺北中華基督教浸信會基督教學院畢業後，奉派到六龜教會服務，接送窮苦病患到遠地的屏東基督教醫院就醫，同時接濟幾名家境不好的孩童。楊煦乃透過教育部任職朋友的推薦，到六龜中學教書，並以微薄的薪水接濟更多家境貧困的學生。妻子回憶當時因沒錢，孩子經常抱怨，她只好瞞著丈夫到菜市場撿拾殘破菜葉回家煮食。
1964年，楊煦一家來到六龜鄉大苦苓，在被荖濃溪、紅水溪環繞的偏僻山區建立山地傷殘孤兒院。他向六龜中學校長借了六萬元，同時標了幾個會，湊成十一萬元買下三甲大的山坡地，搭建草屋作育幼院。次子楊子江回憶，大苦苓對外的交通被荖濃溪阻隔，一年四季都得涉水而過，雨季時母親為了買菜，常常翻山出去，一去就是一天。因院地沒接水管，夫婦每天得下溪谷來回挑水，後一位亞洲航空的外籍職員美籍廠長白克德（J. E. BURKETT）找來地質鑽探專家，又從香港進口特製水管、馬達，才解決供水問題。建院兩三年後，居民在荖濃溪上自行架設流籠，互相拉來拉去渡河，險象環生，後來六龜鄉公所協助建了一座吊橋，才算稍微解決了對外問題。
楊煦回想那時光靠他當牧師和老師的兩份薪水，要養活一家人再加上七十幾個孤兒，常賒欠六龜各家商店是常有的事，如一位蕭姓肉商，六龜育幼院欠了他四年豬肉帳，卻也從不討還。楊煦認為欠債需還錢，否則進不了天國，遂在育幼院後山建了克難豬舍，添購約七十頭小豬，再闢地種地瓜樹薯餵養，總算還清欠帳。他說直到蔣經國意外造訪後，育幼院才有明顯改善，那已是1973年的事。

### 民間友人

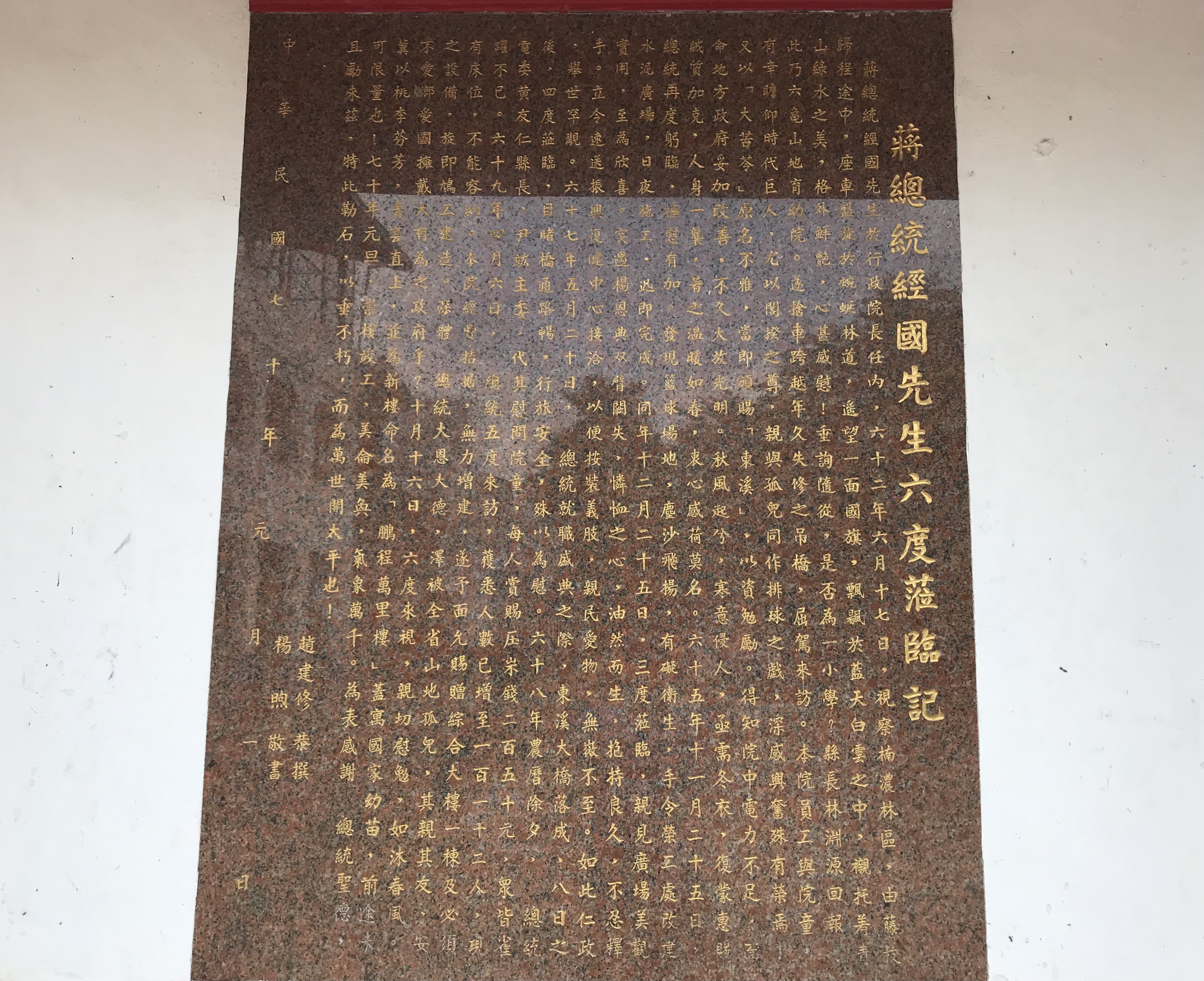
六龜山地育幼院〈蔣總統經國六度蒞臨記〉

1973年6月17日，時任行政院長的蔣經國南下視察，當座車由藤枝沿山路而下之際，他見到國旗在山上飄揚，便詢問隨行的高雄縣長林淵源是不是有一所小學。在得知是一家孤兒院後，眾人便從吊橋走過去參觀。楊煦起初不信院童的通報，到橋頭一看才得知是真是蔣院長來訪。蔣經國認為育幼院的地名「大苦苓」不雅，建議建議改名「東溪」。
1973年12月27日，由吳茲庚捐助的禮拜堂完成。
到1980年10月16日為止，蔣經國就來了六次，並在第三次時遇到了院童楊恩典，引起大眾注目。
之後，楊煦與蕭獻澤、張讚盛、羅文堂、戴榮光、呂酒瓶、李忠祥、龔新通、黃斌璋、黃文彥、林寅一同列為蔣經國「十一位民間友人」，日後共雕刻在青年公園的浮雕上。蔣經國七十大壽時，楊煦訓練了一隻會說「中華民國萬歲」的九官鳥，和其他十位民間友人的禮物一起贈送。
院方在榮工處協助下，有了水泥廣場，並有東溪大橋取代吊橋。六龜育幼院的院名開始出現在大學服務性社團的海報上，每年寒暑假總有大學生前來支援。軍方則以協助臺美軍演的名義，在此院興建一棟水泥房舍。歷任陸軍八軍團中將指揮官上任後，逢年過節也一定都來六龜育幼院。當年楊煦收容的第一個孤女，也成家生了三個孩子，每年春節都會來同住一個星期。

### 暮年歲月
1983年4月2日，吳尊賢文教公益基金會公布楊煦、王貫英等得第一屆吳尊賢愛心獎。
楊煦在工作之餘繼續學習，1990年獲北卡罗来纳州立大学榮譽神學博士學位。1995年，寫有《人間佛教與星雲大師》的陸震廷為楊煦夫婦寫了一本十萬字的傳記《人性光輝：楊煦·林鳳英夫婦與六龜山地育幼院》。1998年，寇順舉牧師南非佈道之旅返美途中，過境臺灣順便造訪老同學楊煦時，就挑選近百院童中挑選喜愛歌唱、具有潛力的孩子作兒童詩班訓練，因此讓院童梁文音練就聲樂底子。
2013年5月6日，楊煦妻子因卵巢癌逝高雄榮總。同月23日清晨5點許有「原住民孤兒之父」之稱的楊煦因心臟衰竭病逝於義大醫院，享嵩壽105歲。

## 家庭成員
楊煦夫妻育有三男一女，次子楊子江、三子楊平安都有博士學位。
長子林林林名字特別，他說母親懷他回娘家待產，不為娘家接納，只好在樹林生下他，所以父親取名「楊林林」，後因舅父以贈地條件改從母姓，遂有此名。楊煦還將二兒子楊子江取與「揚子江」同音的，說因特別，兒子就不敢作壞事，另外兩個子女楊恩惠、楊平安之名都取自信仰有關。